# Кюри, Ева Дениза
Е́ва Дени́за Кюри́-Лабуи́сс (6 декабря 1904[…], XIII округ Парижа — 22 октября 2007[…], Манхэттен, Нью-Йорк) — французская и американская пианистка, писательница, журналистка, музыкальный критик и общественный деятель.

## Биография
Ева Кюри была второй (после Ирен Жолио-Кюри) дочерью Марии и Пьера Кюри.
В 1937 году она написала биографический очерк о жизни своей матери, получивший Американскую Национальную литературную премию; на основе этой книги в 1943 году был снят фильм с Грир Гарсон в главной роли. Кроме того, Ева Кюри писала о музыке, театре и кино.
После оккупации Франции в 1940 году она эвакуировалась в Англию. В 1943 году она издала хроники своих поездок по фронтам Второй мировой войны (она была военным корреспондентом в Советском Союзе, Северной Африке и Азии, взяла интервью у множества бойцов Антигитлеровской коалиции, а также таких фигур, как Махатма Ганди, Чан Кайши, Чжоу Эньлай, Мохаммед Реза Пехлеви, Владислав Сикорский, Станислав Кот, Андрей Власов, Ольга Лепешинская). Ева Кюри была активной участницей движения Сопротивления.
Она возвратилась в Париж после войны и стала соиздателем ежедневной вечерней газеты «Paris-Presse» (1945—1949 годы). В 1952 году она была назначена специальным советником Генерального секретаря НАТО и работала на этой должности до 1954 года, когда она познакомилась с Генри Ричардсоном Лабуиссом-младшим — американским послом в Греции, за которого вскоре вышла замуж.
В течение 15 лет Лабуисс был руководителем Детского Фонда ООН (ЮНИСЕФ), а в 1965 он принял Нобелевскую премию мира, которую присудили ЮНИСЕФ за активную роль в укреплении братства между народами и мира.
Ева же с 1962 по 1965 годы возглавляла ЮНИСЕФ в Греции. В 1958 году она получила гражданство США и жила в Нью-Йорке.
Ева Кюри скончалась 22 октября 2007 года в возрасте 102 лет.

## Семья
- Отец — Пьер Кюри (1859—1906)
- Мать — Мария Склодовская-Кюри (1867—1934)
- Сестра — Ирен Жолио-Кюри (1897—1956)
- Муж сестры — Фредерик Жолио-Кюри (1900—1958)
- Муж — Генри Ричардсон Лабуисс-младший (1904—1987)